# Thành ngạnh đẹp
Thành ngạnh đẹp hay còn gọi lành nghạnh đẹp (danh pháp hai phần: Cratoxylum formosum) là một loài thực vật có hoa thuộc họ Hypericaceae được (Jacq.) Benth. & Hook.f. ex Dyer mô tả khoa học lần đầu năm 1874.
Đây là một thực vật nhiệt đới có ở Brunei, Campuchia, Trung Quốc, Indonesia, Malaysia, Myanmar, Philippines, Singapore, Thái Lan, và Việt Nam. Cây ra hoa khi có mùa khô tiếp diễn bởi mùa mưa rồi lại tới mùa khô. Hoa có màu hồng, cây cao đến 20 mét.

## Loài phụ
- Cratoxylum formosum subsp. pruniflorum (Kurz) Gogelein:[4] tiếng Việt gọi tên là đỏ ngọn.[2]

## Hình ảnh

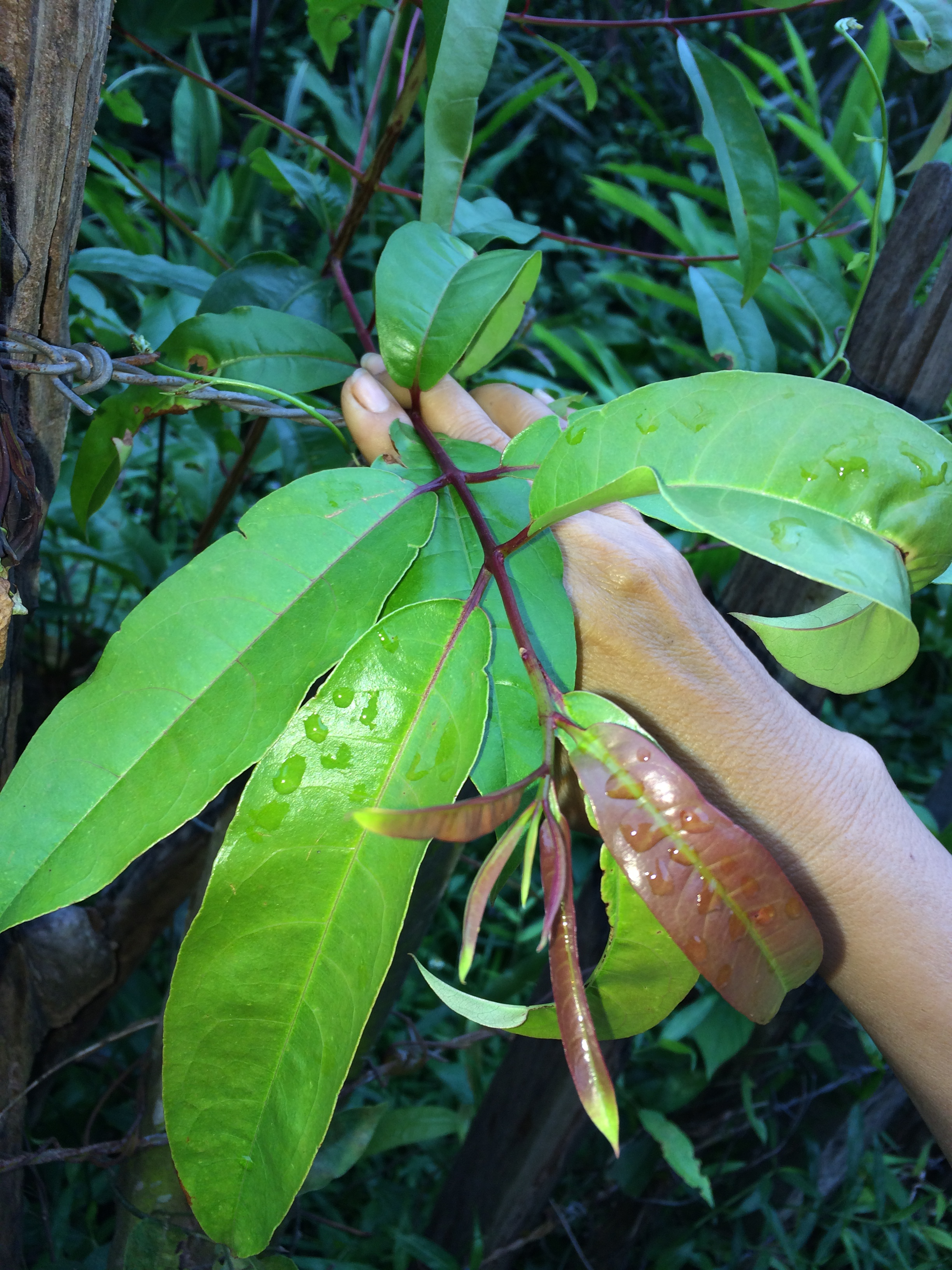